# Da bux
da bux ist ein unabhängiger Schweizer Jugendbuch-Verlag mit Sitz in Buchs. Gegründet wurde er von den drei Autoren Alice Gabathuler, Stephan Sigg und Tom Zai.

## Verlagsprogramm
da bux («Bücher aus Buchs») publiziert Bücher, die auch «lesefaule» Jugendliche zum Lesen animieren sollen. Die Bücher sind deshalb kurz und beschäftigen sich mit dem Jugendalltag. So beschreibt Fitness-Junkie von Stephan Sigg den Körperkult unter Jugendlichen, Crash thematisiert Freundschaft, Familie, Loyalität und Verantwortung, Du Freak erzählt vom Umgang mit Mobbing und Anderssein und Der Fluch der Wanze greift stereotype Rollenbilder auf. Zu jedem Buch wird zusätzlich Unterrichtsmaterial für Lehrpersonen zum Download angeboten. Die Zürcher Bestseller-Autorin Petra Ivanov schrieb für das im September 2016 erschienene erste Programm das neue Buch Crash.

## Autoren
- Katja Alves
- Karin Bachmann
- Alice Gabathuler
- Andrea Gerster
- Mirjam H. Hüberli
- Petra Ivanov
- Sunil Mann
- Carlo Meier
- Severin Schwendener
- Stephan Sigg
- Franco Supino
- Tom Zai